# Amata limacis
Amata limacis är en fjärilsart som beskrevs av Holland 1914. Amata limacis ingår i släktet Amata och familjen björnspinnare. Inga underarter finns listade i Catalogue of Life.